# Пенджабци
Пенджабите са основно население на историческата област Пенджаб, територия включваща провинциите: Пенджаб (Пакистан) и Пенджаб и Харяна в Индия.

## Личности
- Боби Джиндал
- Арян Баява
- Карисма Капур
- Приянка Чопра
- Съни Леони, канадско-американска порнографска актриса, режисьор и продуцент на порнографски филми, актриса в игрални филми, манекенка, активист и бизнесдама.